# Pedro Vallana
Pedro Vallana Jeanguenat (né le 29 novembre 1897 à Algorta au Pays basque et mort le 4 juillet 1980 à Montevideo en Uruguay) est un joueur de football international espagnol, qui évoluait au poste de défenseur.

## Biographie

### Carrière en sélection
Avec l'équipe d'Espagne, il joue 12 matchs (pour aucun but inscrit) entre 1920 et 1928. 
Il figure notamment dans le groupe des sélectionnés lors des JO de 1920, de 1924 et de 1928. Il dispute un total de six matchs lors des Jeux olympiques.

## Palmarès
| Arenas Getxo - Coupe d'Espagne (1) : - Vainqueur : 1919. - Finaliste : 1917, 1925 et 1927. |  | Espagne - Jeux olympiques : - Argent : 1920. |